# 阿史那忠孝
阿史那忠孝，唐朝突厥族将领，西突厥汗裔。继往绝可汗四世阿史那昕的儿子。
唐玄宗天宝元年（742年）随父亲赴突骑施平息内乱，至俱兰城（今江布尔东卢戈沃伊附近），将还旧封。突骑施莫贺达干发兵邀击，攻杀阿史那昕。阿史那忠孝与其母金河公主、凉国夫人李氏返归长安（今陕西西安），授左领军卫员外将军，终老长安，以后事迹不详。